# Kitang I
Kitang I är en barangay i kommun Limay, Filippinerna. Kommunen ligger på ön Luzon, och tillhör provinsen Bataan.